# Viddalba
Viddalba (en italià Viddalba) és un municipi italià, dins de la província de Sàsser. L'any 2007 tenia 1.719 habitants. Es troba a la regió de Gal·lura. La parla pròpia del municipi és el gal·lurès, tot i que és situat administrativament a la zona de parla sassaresa. És compost per les fraccions de Giùncana, Tungoni, L'avru, Li Reni i Giagazzu. Limita amb els municipis d'Aggius (OT), Badesi (OT), Bortigiadas (OT), Santa Maria Coghinas, Trinità d'Agultu e Vignola (OT) i Valledoria.

## Administració
| Període | Identitat          | Partit        |
| ------- | ------------------ | ------------- |
| 2006-   | Agostino Mario Ara | Llista cívica |